# Jefferson Castillo
Jefferson Alexis Castillo Marin (Valparaíso, Región de Valparaíso, Chile, 10 de junio de 1990) es un futbolista chileno. Juega como mediocampista en Concón National de la Segunda División Profesional de Chile.
Cabe mencionar que es hermano del también jugador de fútbol Bryan Castillo y además fue el heredero de la camiseta número "15" en Santiago Wanderers debido a su gran amistad con el histórico Moisés Villarroel.

## Trayectoria
Canterano de Santiago Wanderers jugó su primer partido con el equipo porteño en un amistoso a fines del 2008 ante la Universidad de Concepción donde su equipo ganó por un gol a cero. Luego fue ascendido oficialmente al plantel adulto por el técnico Jorge Aravena y fue presentado como parte del plantel 2009 en la "Noche Verde" aunque su debut no se dio hasta el 12 de agosto de 2009 donde debutó como titular en el primer partido de su equipo en la Copa Chile frente a Magallanes.
Desde el 2010 fue una alternativa recurrente del cuadro porteño teniendo varias actuaciones destacadas pero nunca podría consolidarse como titular, por lo cual a principios del 2014 con la llegada del uruguayo Matías Mier a Santiago Wanderers, decide partir a préstamo a Curicó Unido de la Primera B donde tendría la oportunidad de ser titular durante casi todo el Clausura 2014. Finalizado por su paso por el club tortero regresaría a su club formador en busca de una nueva oportunidad, haciendo su redebut con los porteños en la Copa Chile 2014/15 para luego mantenerse en el resto de la temporada donde no vería minutos en el Apertura 2014 pero si sería alternativa recurrente en el siguiente torneo, pese a eso nuevamente partiría a préstamo. Actualmente juega en la Primera B de Chile, en su club de formación, el decano del fútbol chileno, Santiago Wanderers

## Selección nacional
Cabe mencionar que Jefferson ha sido convocado a la selección nacional en su categoría de inferiores pero hasta ahora no ha participado en ninguna competencia. Lo último fue ser convocado a la Selección de fútbol sub-20 de Chile de Ivo Basay para afrontar un torneo en Uruguay donde finalmente no participó tras no quedar en la nómina final.

## Estadísticas
| Club                          | Div.          | Temporada     | Liga  | Liga  | Copas nacionales | Copas nacionales | Torneos internacionales | Torneos internacionales | Total | Total |
| Club                          | Div.          | Temporada     | Part. | Goles | Part.            | Goles            | Part.                   | Goles                   | Part. | Goles |
| ----------------------------- | ------------- | ------------- | ----- | ----- | ---------------- | ---------------- | ----------------------- | ----------------------- | ----- | ----- |
| Santiago Wanderers · Chile    | 2.ª           | 2009          | —     | —     | 1                | 0                | —                       | —                       | 1     | 0     |
| Santiago Wanderers · Chile    | 1.ª           | 2010          | 1     | 0     | 3                | 0                | —                       | —                       | 4     | 0     |
| Santiago Wanderers · Chile    | 1.ª           | 2011          | 10    | 0     | 3                | 1                | —                       | —                       | 13    | 1     |
| Santiago Wanderers · Chile    | 1.ª           | 2012          | 12    | 2     | 3                | 0                | —                       | —                       | 15    | 2     |
| Santiago Wanderers · Chile    | 1.ª           | 2013          | 16    | 1     | —                | —                | —                       | —                       | 16    | 1     |
| Santiago Wanderers · Chile    | 1.ª           | 2013-14       | 13    | 0     | 6                | 0                | —                       | —                       | 19    | 0     |
| Santiago Wanderers · Chile    | 1.ª           | 2014-15       | 8     | 0     | —                | —                | —                       | —                       | 8     | 0     |
| Santiago Wanderers · Chile    | Total club    | Total club    | 60    | 3     | 16               | 1                | 0                       | 0                       | 76    | 4     |
| Curicó Unido · Chile          | 2.ª           | 2013-14       | 17    | 3     | —                | —                | —                       | —                       | 17    | 3     |
| Curicó Unido · Chile          | Total club    | Total club    | 17    | 3     | 0                | 0                | 0                       | 0                       | 17    | 3     |
| Deportes Puerto Montt · Chile | 2.ª           | 2015-16       | 25    | 2     | 7                | 1                | —                       | —                       | 32    | 3     |
| Deportes Puerto Montt · Chile | Total club    | Total club    | 25    | 2     | 7                | 1                | 0                       | 0                       | 32    | 3     |
| Total carrera                 | Total carrera | Total carrera | 102   | 8     | 23               | 2                | 0                       | 0                       | 125   | 10    |
| 1. 2.                         |               |               |       |       |                  |                  |                         |                         |       |       |